# Abijatta-Shalla-Nationalpark
Der Nationalpark Abijatta-Shalla Lakes (auch -Shala-), benannt nach den beiden im Nationalpark liegenden Seen, ist ein äthiopisches Naturschutzgebiet im Gebiet des Great Rift Valley, des Ostafrikanischen Grabenbruchs. Der Park liegt etwa 200 km südlich von Addis Abeba in der Region Oromiyaa. Er wurde 1963 ausgewiesen und hat eine Größe von 887 Quadratkilometern, von denen 482 Quadratkilometer Wasserflächen sind. Hauptgrund seiner Unterschutzstellung war die Bewahrung der reichhaltigen Wasservogelbestände, die die Seen zur Nahrungssuche und zur Brut aufsuchen.

## Geografische und klimatische Gegebenheiten
Der Park liegt auf einer Höhe von ca. 1540 bis 2075 Metern, wobei der Mount Fike die höchste Erhebung bildet. Er liegt zwischen den beiden Seen. Die Temperaturen erreichen im Sommer bis zu 45 Grad Celsius. In der Regenzeit zwischen März und September fallen bis zu 500 mm Niederschläge.

## Fauna
Etwa 30 Säugetierarten halten sich hier auf, unter anderem der Große Kudu, die Grantgazelle, der Klippspringer und der Afrikanische Goldwolf.
Insgesamt wurden im Nationalpark bisher 299 Vogelarten nachgewiesen, fast die Hälfte aller im Land festgestellten Arten, darunter sechs Endemiten. Bemerkenswerte Arten sind u. a. der Rosapelikan, Rosaflamingo, Schreiseeadler und Fischadler. An Schreitvogelarten kommen u. a. der Marabu, der Goliathreiher und der Graureiher vor, Watvögel sind zum Beispiel mit Kampfläufern, Regenpfeifern und Strandläufern vertreten.